# 干岩头村
干岩头村位于中国湖南省永州市零陵区富家桥镇，又称涧岩头，是中国历史文化名村。有保存较完好的6个明清古建筑院落,其中最大的一座（周家大院）建于清同治年间。